# 4233 Palʹchikov
4233 Palʹchikov eller 1977 RO7 är en asteroid i huvudbältet som upptäcktes den 11 september 1977 av den rysk-sovjetiske astronomen Nikolaj Tjernych vid Krims astrofysiska observatorium på Krim. Den har fått sitt namn efter Nikolaj B. Palʹchikov.